# 仁厚境福德祠
22°59′18″N 120°12′33″E / 22.988356°N 120.209285°E
仁厚境福德祠位於臺灣臺南市中西區的府前路85巷與府前路61巷交界，是一間供奉福德正神的土地廟。
仁厚境福德祠的土地公與六合境另外兩間土地公廟的土地公據說為親兄弟，其中仁厚境福德祠是排行老大的「大伯公」，二伯公是油行尾福德爺廟的土地公，而三伯公是大埔福德祠的土地公。

## 祀神
主祀 福德正神，配祀中壇元帥、招財童子、進寶童子

## 沿革
創建於清嘉慶2年（1797），日明治34年（1901）2月，郭廷會等街眾修。日大正年間實施市區改正，因祠廟正為開闢綠町二丁目道路中，祠毀，鎮殿福德爺神尊則寄奉於東嶽殿，開基金身寄祀於奎樓書院，一段時間奎樓書院破損，信徒商議奉於前清舉人蔡國琳家族中，後輾轉改為擲筊選出爐主輪值祀奉開基福德爺(信眾稱呼開基「大伯公」)。
民國91年（2002），信徒合力另覓新址於原址對街臺南地方法院院長宿舍左旁巷內；是年10月動土興建。於民國93年（2004）2月完工；4月，迎回福德正神鎮殿金身安座，今貌。民國104年（2015）再次整修祠廟。